# Blackbolbus quinquecavus
Blackbolbus quinquecavus är en skalbaggsart som beskrevs av Henry Fuller Howden 1985. Blackbolbus quinquecavus ingår i släktet Blackbolbus och familjen Bolboceratidae. Inga underarter finns listade.